# Gord Kluzak
Gordon Glen "Gord" Kluzak, född 4 mars 1964, är en kanadensisk före detta professionell ishockeyback som tillbringade sju säsonger i den nordamerikanska ishockeyligan National Hockey League (NHL), där han spelade för ishockeyorganisationen Boston Bruins. Han producerade 123 poäng (25 mål och 98 assists) samt drog på sig 543 utvisningsminuter på 299 grundspelsmatcher. Han har även spelat på lägre nivå för Billings Bighorns i Western Hockey League (WHL).
Kluzak draftades i första rundan i 1982 års draft av Boston Bruins som första spelare totalt.
Han mottog en Bill Masterton Memorial Trophy för säsongen 1989–1990. Den 12 november 1990 meddelade Kluzak att han var tvungen sluta med professionell ishockey på grund av alltför svåra knäskador, han hade bara spelat 13 matcher under hans tre sista säsonger i hans spelarkarriär. 1994 avlade han en kandidatexamen i nationalekonomi vid Harvard Business School och fick en anställning som stabschef för delstaten Massachusetts delstatslotteri, det varade dock bara fram till 1996 när han valde gå tillbaka till Harvard och ta en master of business administration. Sedan 1995 har han varit expertkommentator för ishockeysändningar rörande sitt gamla lag Boston Bruins. 1998 blev han vd för Bostonkontoret för den multinationella investmentbanken The Goldman Sachs Group, en position som han fortfarande innehar.

## Statistik
| Källa: Utv = Utvisningsminuter | Källa: Utv = Utvisningsminuter                                                | Källa: Utv = Utvisningsminuter                                                |                                                                               | Grundserie                                                                    | Grundserie                                                                    | Grundserie                                                                    | Grundserie                                                                    | Grundserie                                                                    |                                                                               | Slutspel                                                                      | Slutspel                                                                      | Slutspel                                                                      | Slutspel                                                                      | Slutspel                                                                      |
| Säsong                         | Lag                                                                           | Liga                                                                          | Matcher                                                                       | Mål                                                                           | Assists                                                                       | Poäng                                                                         | Utv                                                                           | Matcher                                                                       | Mål                                                                           | Assists                                                                       | Poäng                                                                         | Utv                                                                           |                                                                               |                                                                               |
| ------------------------------ | ----------------------------------------------------------------------------- | ----------------------------------------------------------------------------- | ----------------------------------------------------------------------------- | ----------------------------------------------------------------------------- | ----------------------------------------------------------------------------- | ----------------------------------------------------------------------------- | ----------------------------------------------------------------------------- | ----------------------------------------------------------------------------- | ----------------------------------------------------------------------------- | ----------------------------------------------------------------------------- | ----------------------------------------------------------------------------- | ----------------------------------------------------------------------------- | ----------------------------------------------------------------------------- | ----------------------------------------------------------------------------- |
| 1980–1981                      | Billings Bighorns                                                             | WHL                                                                           | 68                                                                            | 4                                                                             | 34                                                                            | 38                                                                            | 160                                                                           | 5                                                                             | 0                                                                             | 1                                                                             | 1                                                                             | 4                                                                             |                                                                               |                                                                               |
| 1981–1982                      | Billings Bighorns                                                             | WHL                                                                           | 38                                                                            | 9                                                                             | 24                                                                            | 33                                                                            | 110                                                                           | —                                                                             | —                                                                             | —                                                                             | —                                                                             | —                                                                             |                                                                               |                                                                               |
| 1982–1983                      | Boston Bruins                                                                 | NHL                                                                           | 70                                                                            | 1                                                                             | 6                                                                             | 7                                                                             | 105                                                                           | 17                                                                            | 1                                                                             | 4                                                                             | 5                                                                             | 54                                                                            |                                                                               |                                                                               |
| 1983–1984                      | Boston Bruins                                                                 | NHL                                                                           | 80                                                                            | 10                                                                            | 27                                                                            | 37                                                                            | 135                                                                           | 3                                                                             | 0                                                                             | 0                                                                             | 0                                                                             | 0                                                                             |                                                                               |                                                                               |
| 1984–1985                      | Spelade ej på grund av allvarlig knäskada.                                    | Spelade ej på grund av allvarlig knäskada.                                    | Spelade ej på grund av allvarlig knäskada.                                    | Spelade ej på grund av allvarlig knäskada.                                    | Spelade ej på grund av allvarlig knäskada.                                    | Spelade ej på grund av allvarlig knäskada.                                    | Spelade ej på grund av allvarlig knäskada.                                    | Spelade ej på grund av allvarlig knäskada.                                    | Spelade ej på grund av allvarlig knäskada.                                    | Spelade ej på grund av allvarlig knäskada.                                    | Spelade ej på grund av allvarlig knäskada.                                    | Spelade ej på grund av allvarlig knäskada.                                    | Spelade ej på grund av allvarlig knäskada.                                    | Spelade ej på grund av allvarlig knäskada.                                    |
| 1985–1986                      | Boston Bruins                                                                 | NHL                                                                           | 70                                                                            | 8                                                                             | 31                                                                            | 39                                                                            | 155                                                                           | 3                                                                             | 1                                                                             | 1                                                                             | 2                                                                             | 16                                                                            |                                                                               |                                                                               |
| 1986–1987                      | Spelade ej på grund av att han ådrog sig en till allvarlig skada i samma knä. | Spelade ej på grund av att han ådrog sig en till allvarlig skada i samma knä. | Spelade ej på grund av att han ådrog sig en till allvarlig skada i samma knä. | Spelade ej på grund av att han ådrog sig en till allvarlig skada i samma knä. | Spelade ej på grund av att han ådrog sig en till allvarlig skada i samma knä. | Spelade ej på grund av att han ådrog sig en till allvarlig skada i samma knä. | Spelade ej på grund av att han ådrog sig en till allvarlig skada i samma knä. | Spelade ej på grund av att han ådrog sig en till allvarlig skada i samma knä. | Spelade ej på grund av att han ådrog sig en till allvarlig skada i samma knä. | Spelade ej på grund av att han ådrog sig en till allvarlig skada i samma knä. | Spelade ej på grund av att han ådrog sig en till allvarlig skada i samma knä. | Spelade ej på grund av att han ådrog sig en till allvarlig skada i samma knä. | Spelade ej på grund av att han ådrog sig en till allvarlig skada i samma knä. | Spelade ej på grund av att han ådrog sig en till allvarlig skada i samma knä. |
| 1987–1988                      | Boston Bruins                                                                 | NHL                                                                           | 66                                                                            | 6                                                                             | 31                                                                            | 37                                                                            | 135                                                                           | 23                                                                            | 4                                                                             | 8                                                                             | 12                                                                            | 59                                                                            |                                                                               |                                                                               |
| 1988–1989                      | Boston Bruins                                                                 | NHL                                                                           | 3                                                                             | 0                                                                             | 1                                                                             | 1                                                                             | 2                                                                             | —                                                                             | —                                                                             | —                                                                             | —                                                                             | —                                                                             |                                                                               |                                                                               |
| 1989–1990                      | Boston Bruins                                                                 | NHL                                                                           | 8                                                                             | 0                                                                             | 2                                                                             | 2                                                                             | 11                                                                            | —                                                                             | —                                                                             | —                                                                             | —                                                                             | —                                                                             |                                                                               |                                                                               |
| 1990–1991                      | Boston Bruins                                                                 | NHL                                                                           | 2                                                                             | 0                                                                             | 0                                                                             | 0                                                                             | 0                                                                             | —                                                                             | —                                                                             | —                                                                             | —                                                                             | —                                                                             |                                                                               |                                                                               |
| NHL totalt                     | NHL totalt                                                                    | NHL totalt                                                                    | 299                                                                           | 25                                                                            | 98                                                                            | 123                                                                           | 543                                                                           | 46                                                                            | 6                                                                             | 13                                                                            | 19                                                                            | 129                                                                           |                                                                               |                                                                               |
| WHL totalt                     | WHL totalt                                                                    | WHL totalt                                                                    | 106                                                                           | 13                                                                            | 58                                                                            | 71                                                                            | 270                                                                           | 5                                                                             | 0                                                                             | 1                                                                             | 1                                                                             | 4                                                                             |                                                                               |                                                                               |

### Internationellt
| Källa:        | Källa:        | Källa:        |         | Utv = Utvisningsminuter | Utv = Utvisningsminuter | Utv = Utvisningsminuter | Utv = Utvisningsminuter | Utv = Utvisningsminuter |
| År            | Lag           | Mästerskap    | Matcher | Mål                     | Assists                 | Poäng                   | Utv                     |                         |
| ------------- | ------------- | ------------- | ------- | ----------------------- | ----------------------- | ----------------------- | ----------------------- | ----------------------- |
| 1982          | Kanada        | JVM           | 7       | 0                       | 1                       | 1                       | 4                       |                         |
| Junior totalt | Junior totalt | Junior totalt | 7       | 0                       | 1                       | 1                       | 4                       |                         |